# Oficina de l'Ajuda Humanitària de la Comunitat Europea
El departament d'Ajuda Humanitària i Protecció Civil de la Comissió Europea (ECHO, per les seves sigles en anglès), anteriorment conegut com a l'Oficina de l'Ajuda Humanitària de la Comunitat Europea, és el departament de la Comissió Europea per a l'ajuda humanitària i la protecció civil a l'estranger.
L'any 2013, la UE va proporcionar 1,35 bilions d'euros per a ajuda d'emergència a través de l'ECHO. La UE ha estat el segon major donant d'assistència humanitària cada any des de l'any 2000 (hi ha dades disponibles fins al 2012). Junt amb els seus estats membres, és el major donant del món en ajuda humanitària, ja que va proporcionar més del 50% de tota l'ajuda humanitària l'any 2009. Els projectes finançats per l'ECHO beneficien anualment més de 120 milions de persones de 90 països.
Per a les intervencions humanitàries, l'ECHO no duu a terme programes d'assistència propis, sinó que finança operacions a través d'una xarxa de més de 200 socis (ONG, agències de les Nacions Unides i organitzacions internacionals com ara el Moviment Internacional de la Creu Roja i la Mitja Lluna Roja). El 2013, l'ECHO tenia 44 oficines locals a 39 països, amb 140 experts humanitaris internacionals i 320 funcionaris nacionals. Les oficines locals realitzen anàlisis actualitzades de les necessitats actuals i previstes en un país o regió determinats, contribueixen al desenvolupament d'estratègies d'intervenció i a l'elaboració de polítiques, ofereixen suport tècnic a les operacions finançades per l'ECHO, garanteixen un control adequat d'aquestes intervencions i faciliten la coordinació del donant sobre el terreny.
A més de finançar l'ajuda humanitària, l'ECHO també és el responsable del Mecanisme de Protecció Civil de la UE. Aquest Mecanisme, fundat el 2001, promou la cooperació entre les autoritats de protecció civil nacionals de tot Europa. Actualment 31 països són membres del Mecanisme: els 28 estats membres de la UE i Islàndia, Noruega i Macedònia del Nord. El Mecanisme es va crear per permetre l'assistència coordinada dels països que hi participen en víctimes de desastres naturals i provocats per l'home a Europa i a la resta del món.
Després que la UE fos guardonada amb el Premi Nobel de la Pau el 2012, la Comissió Barroso va acceptar els diners del premi en nom de la UE i els va assignar a una nova iniciativa anomenada Nens de la Pau. Es van reservar aproximadament 2 milions d'euros per als projectes de Nens de la Pau el 2013, que es van augmentar a 4 milions d'euros el 2014.

## Història
L'Oficina de l'Ajuda Humanitària de la Comunitat Europea (ECHO) es va fundar el 1992 per la segona Comissió Delors. Quan es va abolir la Comunitat Europea el 2009, l'oficina es va començar a conèixer com el departament d'Ajuda Humanitària de la Comissió Europea o de la Unió Europea, però es va mantenir l'abreviació ECHO.
El nomenament d'un nou comissari el 2010 amb una cartera per a la cooperació internacional, l'ajuda humanitària i la resposta a les crisis correspon als articles 214 i 196 del Tractat de Lisboa, en el qual l'ajuda humanitària i la protecció civil tenen un paper fonamental. El nom oficial de l'ECHO es va canviar a Direcció General d'Ajuda Humanitària i Protecció Civil. La transformació de l'ECHO va incloure el trasllat de la unitat de Protecció Civil de la Direcció General de Medi Ambient a la Direcció General de l'ECHO. La transformació es considera un pas endavant cap a una millor cooperació i presa de decisions en un àmbit en el qual una reacció ràpida salva vides.
El Mecanisme de Protecció Civil de la UE també va establir la creació del nou Centre de Coordinació de Respostes a Emergències (ERCC, per les seves sigles en anglès), un «eix» de la protecció civil per a controlar els desastres i millorar la preparació i l'adaptació dels països propensos als desastres. L'última vegada que es va fer servir el Mecanisme de Protecció Civil va ser durant la inundació a Bòsnia i Hercegovina i Sèrbia.

## Mandat i principis
En el terreny de l'ajuda humanitària, el mandat de l'ECHO és oferir assistència i socors d'emergència (en forma de béns i serveis) a víctimes de conflictes i desastres naturals o provocats per l'home fora de la UE. El mandat també s'estén a la prevenció dels desastres i a les operacions posteriors a la crisi.
L'ajuda humanitària europea es basa en els principis humanitaris d'humanitat, neutralitat, imparcialitat i independència. Per tant, la seva implementació depèn de l'aplicació de la llei humanitària internacional (LHI).
Humanitat significa que cal pal·liar el patiment humà sigui on sigui, prestant especial atenció als més vulnerables.
Neutralitat significa que l'ajuda humanitària no ha d'afavorir cap part en conflictes armats o altres disputes.
Imparcialitat significa que l'ajuda humanitària s'ha d'oferir únicament en funció de la necessitat, sense discriminacions.
Independència fa referència a l'autonomia que tenen els objectius humanitaris dels objectius polítics, econòmics, militars o d'altres.
L'any 2007, i a iniciativa del comissari Louis Michel, la Comissió Europea va adoptar el «Consens Europeu en Matèria d'Ajuda Humanitària» per constituir el primer text polític europeu de referència en matèria d'ajuda humanitària. Les ONG van participar activament en la redacció del Consens Europeu i es pot considerar «el text més complet i la posició comuna més propera a les ONG». El Consens Europeu reafirma els principis humanitaris d'humanitat, neutralitat, imparcialitat i independència.
També estipula que «l'ajuda humanitària no és una eina de gestió per a la gestió de crisis».
El 2012, l'ECHO va desenvolupar la primera revisió del Consens des de la seva creació i va remarcar la necessitat de tenir col·laboracions més fortes a través de la selecció de la qualitat dels socis i d'assegurar la millora de la responsabilitat vers els ciutadans i els interessats.
També el 2012, l'ECHO i altres donants van treballar amb el Comitè Permanent Interagencial (IASC, per les seves sigles en anglès) per crear l'Agenda Transformativa. Es van acordar els principis de lideratge humanitari, responsabilitat i coordinació per millorar la rapidesa, l'eficàcia i l'efectivitat de la resposta humanitària. A més a més, es va adoptar la protecció civil com a part del mandat de l'ECHO per garantir una millor cooperació i protecció durant els desastres entre els països de la regió i tercers i les organitzacions internacionals.

## Legislació
Des que el Tractat de Lisboa va entrar en vigor, l'acció d'ajuda humanitària de la Unió Europea es regula mitjançant l'article 214 del Tractat de Funcionament de la Unió Europea. L'ajuda humanitària és una competència paral·lela compartida: això significa que la Unió té una política autònoma, que no evita que els estats membres exerceixin les seves competències ni fa que la política de la Unió sigui merament «complementària» a les dels estats membres.
Fins llavors, l'ajuda humanitària es basava, de forma predeterminada, en l'article 179 del Tractat de la CE (política de desenvolupament). Formava part de la cartera del Comissari per al Desenvolupament, primer Louis Michel i després Karel de Gucht, durant la primera Comissió Barroso. El Tractat de Lisboa va introduir, per primera vegada, l'ajuda humanitària com a política per dret propi al Tractat de la UE.
Com es defineix en l'article 214, l'objectiu de les operacions de la UE en el camp de l'ajuda humanitària és oferir assistència i socors ad hoc a les persones de països tercers que siguin víctimes de desastres naturals o provocats per l'home. L'article 214 també reitera els principis de l'ajuda humanitària, que són el respecte a la llei internacional i els principis d'humanitat, imparcialitat, neutralitat i no-discriminació.
El Tractat de Lisboa també introdueix el Cos Voluntari Europeu d'Ajuda Humanitària (article 214 del Tractat de Funcionament de la UE), que permet unir-s'hi als europeus que vulguin involucrar-se directament en accions humanitàries.

## Voluntarie d'ajuda de la UE
La Comissió Europea ha presentat una iniciativa per crear més de 18.000 places per a ciutadans que vulguin exercir de voluntaris a tot el món en situacions humanitàries entre 2015 i 2020. La iniciativa forma els voluntaris de manera conjunta en un programa de formació europeu abans d'assignar-los a organitzacions humanitàries certificades. El suport financer, que se centra a crear capacitat de resistència i de protecció civil, es va acordar per a cinc projectes pilot que involucraven aproximadament 150 voluntaris el 2012.
El Parlament Europeu (PE) va votar a favor de la iniciativa el febrer de 2014. Les places de voluntaris inclouen el desplegament a operacions humanitàries finançades per la UE a tot el món, treballar en organitzacions humanitàries a la UE o ajudar en operacions en línia des de casa.
Les ONG que hi participen passen per un procés de certificació per assegurar que compleixen les normes europees de la gestió de voluntaris.

## Pressupost
El 2012, el pressupost d'ajuda de l'ECHO ascendia a 874 milions d'euros, menys de l'u per cent de tot el pressupost de la UE. A més a més, la Comissió Europea va utilitzar la Reserva d'ajuda d'emergència per respondre a crisis i desastres inesperats. El pressupost amb fons de reserva ascendia a 1,35 bilions d'euros el 2012. Pel que fa a l'ajuda humanitària, l'ECHO va oferir assistència humanitària a més de 120 milions de persones a 90 països de fora de la UE, dels quals 39 es considera que estaven en situació de crisi. Pel que fa a la protecció civil, el mecanisme de protecció civil es va activar 38 vegades l'any 2012 per a crisis de dins i de fora de la UE.
La part més gran del fons és per a aliments i nutrició (40,3%). La salut i el sector mèdic (inclòs el suport psicosocial) (13,2%), l'aigua i el sanejament (12%), l'allotjament (7,7%) i la protecció (7,6%) són les altres principals àrees d'activitat. L'ECHO va assignar el 5,5% del pressupost de 2012 a la Preparació per als desastres, menys que el 2010.
El 2012, la Protecció civil representava el 2% del pressupost.
El 2012, el 51% del pressupost va anar a Àfrica, el 20% a Àsia, Llatinoamèrica, el Carib i el Pacífic i el 20% a l'Orient Mitjà i el Mediterrani.
L'ajuda al desenvolupament va assolir un màxim històric l'any 2010. Juntament amb l'ajuda donada per cada un dels estats membres, la Unió és el màxim donant d'ajuda del món. Dels 9,8 bilions d'euros d'ajuda humanitària proporcionada a tot el món el 2010, aproximadament un 41% el va donar la UE.
El pressupost adoptat per al 2014 és de gairebé 1 bilió d'euros per a compromisos d'ajuda humanitària i protecció civil.

## Estratègia
L'ECHO té el mandat de conservar i preservar la vida en situacions d'emergència i immediatament posteriors a l'emergència, ja siguin naturals o provocades per l'home. D'acord amb aquests principis, la Comissió està compromesa a preparar cada any un document d'Estratègia per coordinar i programar activitats eficaçment i d'una manera adequada, adoptant una posició imparcial i segons les necessitats.
El 2013, l'ECHO va planejar centrar l'ajuda humanitària en quasi 80 països. Va identificar lescinc operacions humanitàries més grans com les que es van dur a terme a la regió del Sahel a l'Àfrica Occidental, i a més també va donar resposta als conflictes de Mali (82 milions d'euros),el Sudan i el Sudan del Sud (80 milions d'euros), la República Democràtica del Congo (54 milions d'euros),Pakistan (42 milions d'euros) i Somàlia (40 milions d'euros). A més, el 52% de l'assistència humanitària de l'ECHO es destina a l'Àfrica Subsahariana.
El pressupost de reserva es va utilitzar per respondre a les grans crisis humanitàries de Síria, Mali, el Sahel, el Sudan del Sud, la República Democràtica del Congo, Myanmar i l'huracà Sandy. L'ECHO també finança crisis oblidades, com les de Bangladesh, Colòmbia, el Iemen, Algèria, Pakistan i Myanmar.

## Opinió pública
Una enquesta especial de l'Eurobaròmetre sobre l'ajuda humanitària realitzada el 2012 revela l'alt sentit de la solidaritat entre els ciutadans europeus vers les víctimes de conflictes i desastres naturals fora de les seves fronteres. 9 de cada 10 ciutadans pensen que «és important que la UE financi ajuda humanitària fora de les seves fronteres» i 8 de cada 10 creuen que «l'acció de protecció civil coordinada de la UE és més eficaç que l'acció de cada país».[7]